# Phantom of the Asteroid
Phantom of the Asteroid és un videojoc d'acció i aventura de desplaçament horitzontal britànic llençat per a Commodore 64 el 1985. Destaca que siga un predecessor immediat al videojoc tret dos anys després Metroid. Fou dissenyat i desenvolupat per Martin Ellis i distribuït per Mastertronic.

## Rebuda
Phantom De l'Asteroide fou criticat positivament per les revistes contemporànies al videojoc. C&VG el puntuà amb un 7/10 pels gràfics, 9/10 pel so, 10/10 pel valor, i 8/10 per la jugabilitat, dedicant elogis particularment per la música de Rob Hubbard, anomenant-la en general una música "polida i barata". Your Commodore li donà un 5/10 per l'originalitat, un 7/10 per la jugabilitat, un 8/10 pels gràfics, i un 9/10 per la relació qualitat-preu, criticant l'alta dificultat del joc i la necessitat de començar el joc de nou després de cada mort. No obstant això, va concloure que "aquest és sens dubte un dels millors oferiments de Mastertronic. Gasta't 1.99£ i mor tantes vegades com vullgues". Dos dels tres crítics del joc de la publicació Zzap compraren el videojoc amb Rocket Roger, un de manera no favorable, i tots tres es van queixar que el videojoc avança massa a poc a poc. No obstant això, van estar d'acord en elogiar la llargària del joc, la longevitat la i música, atorgant-li un 73% en general. En una crítica menys positiva, Your Commodore, considerà el videojoc una versió "side-scrolling" de Jet Power Jack, donant-li una puntuació de 3/5 i afirmant que "mentre que no és particularment original ni fa que el cervell s'esforce, deuria mantindre't feliç una estona".